# 聖鬥士星矢 最終聖戰的戰士們
“聖鬥士星矢 最終聖戰的戰士們”是於1989年3月18日上映的“聖鬥士星矢”系列的動畫電影第四部。

## 解說
於「東映漫畫祭」上映的動畫電影作品之一。同時上映的有「我係西瓜刨」、「高速戰隊渦輪連者」和「甜蜜小天使」。故事是由腳本家菅良幸操刀，以但丁的《神曲》為原型創作的。一向擔任劇場版作品的作畫監督的荒木伸吾由於在本作製作時期正參與電視動畫的海皇篇的製作，於是由擔任電視動畫的作畫監督之一的直井正博參與本作的作畫監督和人物設計。由其視覺化的本作反派人物們的形象與一貫的以希臘神話為主題的人物形象有風格上的不同。
本作充滿壓迫力的動作場面和充滿速度感的故事展開令人氣聚集，再加上深愛著媽媽的冰河要超越對母親的思念，一直對弟弟瞬施以援手的一輝這次相反棄弟弟於不顧等等從未有過的場面也成為話題。
本作上映的時候，電視動畫系列的海皇篇的播放碰巧接近尾聲。TV版的星矢還在海底神殿，劇場版裡面海皇波塞冬卻早已被打敗，令本作有種後日談的意味。片尾曲為配合電視動畫的大結局，表達出一種「長久戰爭一朝落幕」的意境，於是選用了德弗札克的交響曲「新世界」為印象曲。

## 故事簡介
身為神之子卻因自己的野心而墜入地獄的墮天使路西法於現代甦醒，開始在世界各地引發自然災害。雅典娜·城戶紗織為了拯救大地，甘願犧牲自己，孤身一人前往路西法的伏魔殿。得知此事的星矢等青銅聖鬥士們也緊隨紗織前往伏魔殿，但在他們面前出現的是連黃金聖鬥士都能打倒的四名強敵·「聖魔天使」。賭上地球未來和全宇宙的命運，壯絕的一戰開幕。

## 登場人物
星矢等主要角色請參閱「聖鬥士星矢角色列表」。
路西法（聲：津嘉山正種／台灣：宋克軍）
過去身為基督教的神之子，从这个世界的创造神哪里获得了至高无上的美丽与智慧，在天界担任天使长职务的晓之子路西法，但因為他企圖奪得神以上的地位而墮入魔界成為墮天使，別名「魔界之王撒旦」。他的野心在神話時代被雅典娜、大天使米迦勒和中國的摩利支天等神所阻止，但憑借著被星矢等人打倒而墮入魔界的波塞冬、阿貝爾和艾莉絲的小宇宙從长眠中甦醒，企圖支配全宇宙，甚至凌驾于神之上。他將波塞冬等收納手下，在人間引起大規模的災難，奪取許多人的性命，並以此為要挾，要求雅典娜交出性命。在通往他的暗黑宮殿·伏魔殿的荊棘途中奪取雅典娜的血，為波塞冬他們復活提供血肉的同時也提升了自己的小宇宙。最後被一度打倒並重新站起來的黃金聖鬥士和其他黃金聖衣聚集起來的黃金之光所弱化，再被穿上射手座黃金聖衣的星矢所放出被十二名黃金聖鬥士和黃金聖衣的小宇宙包圍还有十二星座力量的黃金箭所貫穿，和三神的靈魂一起被重新封入魔界。

### 聖魔天使
仕奉路西法的四名戰士。過去他們也曾是天使，但現今他們落入魔界，其小宇宙裡充滿了罪惡。擁有一击杀死黃金聖鬥士的實力，只靠四人就把聖域十二宮裡剩下的黃金聖鬥士們全部一擊擊倒。
熾天使（Seraph） 別西卜（Beelzebub）（聲：森功至／台灣：陳彥鈞）
- 必殺技：地獄翅膀（Garuda Hell Wing）

最強的聖魔天使。別名「空之軍神」。策騎著可在空中飛翔的鬼面馬，也可以將自身藍色的頭髪像翅膀般展開在天空自由飛舞。他的拳頭被稱為「將敵人送入地獄的神聖之翼」。他將紫龍擊敗，又將趕赴雅典娜身邊的星矢趕入絕境，但後來被穿上射手座黃金聖衣的星矢看破了他的拳法，中了天馬彗星拳而被消滅。
智天使（Cherubim） 亞斯特羅（Astaroth）（聲：難波圭一／台灣：劉傑）
- 必殺技：亡靈眼鏡蛇（Killer Fanged Cobra）

別名「雙頭白蛇王」。傳說在《舊約聖經》裏曾誘惑亞當和夏娃。與別西卜一起當在潛入伏魔殿的星矢等人面前，並和紫龍交手。之前曾與亞斯特羅交手的星矢將他的招式告訴了紫龍，被紫龍看破他的拳，依然以自己的絕技「亡靈眼鏡蛇」粉碎了紫龍的盾並貫穿紫龍的身體，但最後被紫龍拼死打出的升龍霸消滅。
力天使（Virtues） 艾力格（Eligor）（聲：山口健／台灣：陳彥鈞）
- 必殺技：聖魔蟷螂拳

別名「黃金螳螂」。用面具掩蓋真面目的奇怪的男人，能一击打倒黄金圣斗士。他放出的殺氣讓人感覺不到他是天使，他的雙爪甚至連瞬的絕技「星雲蜘蛛網」也切碎。在將瞬逼入絕境時，千鈞一發之際一輝出現相救，並中了一輝的幻魔拳，看見被自己斬首的一輝斷頭口中噴出無數毒蟲侵襲自己的幻覺而錯亂，再被貫穿身體而消滅。
座天使（Thrones） 摩亞（Moa）（聲：古川登志夫／台灣：魏伯勤）
- 必殺技：魔鬼幻想曲（Demon Fantasy）

別名「美麗的靈魂獵人」。容姿美麗而舉止優雅，會讓對手看到他最思念的人都幻影，然後隱藏在幻影下以光速拳攻擊對手的殘酷的男人。幻化成冰河的母親「娜塔莎」對冰河步步追擊，但被切斷對母親思念下的冰河用極光雷電攻擊消滅。

## 製作人員
- 原作：車田正美
- 製作總指揮：今田智憲
- 企劃：籏野義文
- 製作擔當：武田寛、小塚憲夫
- 脚本：菅良幸
- 音樂：横山菁兒
- 攝影導演：坂西勝
- 美術導演：窪田忠雄
- 作画導演：直井正博
- 導演：明比正行
- 協力：青二Production

## 主題歌
「聖闘士神話」
作詞：只野菜摘／作曲：松澤浩明／編曲：BROADWAY／歌：影山浩宣 & BROADWAY